# Santafé de Bogotá
Santafé de Bogotá là một khu tự quản thuộc tỉnh Distrito Capital, Colombia. Thủ phủ của khu tự quản Santafé de Bogotá đóng tại Bogotá Khu tự quản Santafé de Bogotá có diện tích 1732 ki lô mét vuông. Đến thời điểm ngày 28 tháng 5 năm 2005, khu tự quản Santafé de Bogotá có dân số 4945448 người.